# منیژه کاظمی
منیژه کاظمی (زادهٔ ۲۵ خرداد ۱۳۵۳) تیرانداز زن ایرانی اهل همدان است که به عنوان تنها زن ایرانی در بازی‌های المپیک تابستانی ۲۰۰۰ سیدنی استرالیا در تپانچه بادی ۱۰ متر شرکت کرد.

## افتخارات
در سطح  داخلی، سال ۷۶ مقام اول قهرمان کشوری و سال ۷۷ مقام سوم قهرمان کشوری و مقام دوم کلت بادی و مقام اول کلت جنگی (خفیف) قهرمان کشوری را به دست آورد و همچنین در مسابقات قهرمانی آسیا در مالزی نیز توانست امتیاز ورودی به المپیک سیدنی ۲۰۰۰ را کسب کند و در مسابقات المپیک حاضر شود.